# Bola Tinubu
Bola Tinubu (ur. 29 marca 1952 w Lagos) – nigeryjski polityk, księgowy, były gubernator stanu Lagos (1999–2007) i prezydent Nigerii od 2023. 
Jeden z najbogatszych polityków w Nigerii. Od 2013 roku związany z partią Kongres Wszystkich Postępowców (APC).

## Biografia
Uczęszczał na Chicago State University, gdzie 22 czerwca 1979 roku uzyskał tytuł Bachelor of Science w dziedzinie biznesu i administracji z wyróżnieniem. Jego specjalizacją była rachunkowość. Po ukończeniu studiów w Chicago przez kilka lat pracował w Stanach Zjednoczonych, jako księgowy w firmach takich jak Deloitte i Touch Corporation. Gdy wrócił do Nigerii pełnił funkcję dyrektora ds. księgowości w nigeryjskim oddziale naftowej firmy Mobil. 
Tinubu rozpoczął karierę polityczną w 1991 roku jako członek Partii Socjaldemokratycznej (SDP). W 1992 roku został wybrany na senatora reprezentującego okręg wyborczy Lagos West. W 1993 został współzałożycielem prodemokratycznej Koalicji Narodowo-Demokratycznej (NADECO), domagającej się demokratyzacji państwa i odejścia dyktatora Nigerii Sani Abacha  W latach 1994–1998 przebywał na wygnaniu, aż do śmierci Abacha.  
W styczniu 1999 zwyciężył w wyborach na gubernatora stanu Lagos z ramienia partii Sojuszu na rzecz Demokracji (AD). Funkcję tę sprawował do 2007 roku.  
W styczniu 2009 Komisja ds. Przestępstw Gospodarczych i Finansowych oczyściła Tinubu z zarzutów nadużycia urzędu i korupcji urzędniczej w związku ze sprzedażą udziałów w sieci komórkowej Vmobile w 2004 roku.  
W 2013 był jednym z współtwórców koalicji partii opozycyjnych - Kongresu Wszystkich Postępowców (APC). W wyborach prezydenckich w 2014 roku Tinubu poparł kandydaturę Muhammada Buhariego.  
10 stycznia 2022 roku Tinubu oficjalnie ogłosił swoją kandydaturę na prezydenta i uzyskał oficjalną nominację koalicji APC. Walczył o prezydenturę pod hasłem „Emi lo kan”, co w języku joruba oznacza „moja kolej”. 1 marca 2023 roku komisja wyborcza ogłosiła Tinubu zwycięzcą wyborów prezydenckich. Frekwencja w wyborach wyniosła 27% i była jedną z najniższych od zakończenia rządów wojskowych w 1999 roku.  
29 maja 2023 został oficjalnie zaprzysiężony na prezydenta podczas ceremonii inauguracyjnej, która odbyła się w stolicy kraju Abudży. 
Tinubu w swoim rodzinnym południowo-zachodnim regionie Nigerii jest znany jako „polityczny ojciec chrzestny” – za pomoc we wprowadzaniu innych na urzędy.

## Życie osobiste
Jest muzułmaninem, z grupy etnicznej Joruba.  